# Alfred Kunzmann
Alfred Kunzmann (* 9. Juli 1923 in Neu Rohlau; † 11. März 2005) war ein deutscher Industriekaufmann und Gewerkschafter. Von 1978 bis 1983 saß er im Bayerischen Senat.
Kunzmann besuchte die Volks- und Mittelschule und war nach einer Ausbildung zum Industriekaufmann in diesem Beruf tätig. Im Zweiten Weltkrieg gehörte er dem Wehrdienst an und saß in Kriegsgefangenschaft. Nach seiner Entlassung machte er eine zweite Ausbildung, diesmal zum Metallfacharbeiter. Diesen Beruf übte er bis 1956 aus, parallel dazu besuchte er die Akademie der Arbeit in Frankfurt am Main. Von 1956 an arbeitete er hauptamtlich bei der IG Chemie-Papier-Keramik im Landesbezirk Bayern. Dort war er zunächst als Tarif- und Organisationssekretär tätig, ehe er 1967 Landesvorsitzender und Bezirksleiter wurde. Er gehörte außerdem dem Bezirksvorstand des DGB im Landesbezirk Bayern und dem Bundesbeirat der IG Chemie an und war Vorsitzender der Aufsichtsräte der Hutschenreuther AG in Selb, der Agip AG in München und der Wacker-Chemie GmbH, ebenfalls in München.